# Linia kolejowa Baku–Tbilisi–Kars

Mapa kolei Baku–Tbilisi–Kars

Linia kolejowa Kars – Tbilisi – Baku (BTK) lub Kars – Tbilisi – Achalkalaki – Baku (BTAK) – połączenie kolejowe pomiędzy Azerbejdżanem, Gruzją i Turcją. Początkowo planowano jego ukończenie na rok 2010, później jednak przekładano na 2013, 2015 i 2016. W lutym 2016 roku po trójstronnym spotkaniu ministrów spraw zagranicznych zainteresowanych krajów ogłoszono datę ukończenia na rok 2017. Otwarta 30 października 2017.
Kolej Baku – Tbilisi – Kars ma wypełnić ostatnią lukę w korytarzu transportowym łączącym Azerbejdżan z Turcją, a tym samym Azję Środkową i Chiny z Europą. Ma w ten sposób stanowić alternatywę dla powolnego transportu drogą morską. Planuje się, że początkowo linią będzie przewożone 6,5 miliona ton towarów rocznie, zaś docelowo nawet 17 milionów ton. Szacuje się również przewóz od miliona (faza początkowa) do 3 milionów pasażerów.
Całkowita długość linii wynosi 826 km. Na tę długość składa się 721 km istniejącego połączenia Baku – Tbilisi – Achalkalaki oraz nowy odcinek o długości 105 km: 76 km w Turcji pomiędzy Kars a granicą z Gruzją oraz 29 km w Gruzji pomiędzy granicą a Achalkalaki. Na samej granicy powstał ponad 4 i półkilometrowy tunel. 153 km istniejącej linii na terenie Gruzji przeszło w ramach projektu gruntowną renowację.

## Istniejące linie kolejowe
Kolej BTK bazuje na XIX-wiecznej kolei transkaukaskiej, której odcinek z Poti do Tbilisi został ukończony w 1872 roku, zaś przedłużenie do Baku oddano w 1882 roku. W roku 1899 ukończono inną linię z Tbilisi do Marabdy i dalej do Giumri i Kars (Kars – Giumri – Tbilisi).
W 1986 ukończono odgałęzienie w Marabdzie do Achalkalaki. Później jednak zostało zaniedbane.

## Historia
Rozmowy o linii kolejowej łączącej Baku i Tbilisi z Turcją rozpoczęły się w roku 1993. Było to spowodowane zamknięciem granicy pomiędzy Turcją a Armenią w efekcie wojny o Górski Karabach (Turcja popierała w niej Azerbejdżan). Tym samym ustała ciągłość połączenia kolejowego pomiędzy Turcją a pozostałymi krajami, gdyż używana dotąd linia Kars – Giumri – Tbilisi – Baku przebiegała przez terytorium Armenii. Projekt jednak szybko zarzucono ze względu na brak środków na jego realizację.
Idea realizacji projektu linii kolejowej powróciła w roku 2005, po ukończeniu prac nad ropociągiem Baku-Tbilisi-Ceyhan oraz gazociągiem południowokaukaskim (oba łączące Azerbejdżan z Turcją i biegnące przez obszar Gruzji). W lutym 2007 roku podpisane zostało trójstronne porozumienie dotyczące rozpoczęcia budowy. Prace w Marabdzie zaczęto w listopadzie tego samego roku, zaś w Kars w lipcu 2008.
Na potrzebę realizacji prac na terenie Gruzji, Azerbejdżan udzielił jej pożyczki w wysokości 220 milionów dolarów, z 25-letnim okresem spłaty i tylko jednoprocentową w skali roku marżą. Realizację po stronie tureckiej finansuje rząd Turcji (również 220 miliony dolarów). Mimo oczekiwań udziałowców, projektu nie wsparły Stany Zjednoczone ani Unia Europejska, mimo że finansowały prace przy ropo- i gazociągu. Zamiast realizacji BTK, sugerowały doprowadzenie do użytku trasy przez Giumri, traktując nową inicjatywę jako próbę zmarginalizowania Armenii.
Początkowo planowano otwarcie linii na rok 2010, jednak zarówno konflikt w Osetii Południowej, jak i problemy środowiskowe spowodowały najpierw jego przesunięcie na rok 2015, a potem na kolejne lata. W styczniu 2015 roku odbyła się prezentacja i testowa jazda pociągu na odcinku gruzińskim pomiędzy Achalkalaki a Karcachi przy granicy. Uczestniczyli w nich wiceprezydent Gruzji Giorgi Kwirikaszwili oraz minister transportu Azerbejdżanu Zia Mamedow.
W lutym 2016 roku ogłoszono, że trasa zostanie oddana do użytku w 2017 roku. Otwarcie nastąpiło 30 października 2017.

## Rozstaw szyn
Zarówno Gruzja, jak i Azerbejdżan używają rosyjskiego rozstawu szyn (1520 mm), podczas gdy Turcja używa rozstawu normalnotorowego (1435 mm). Zmiana rozstawu na linii BTK następować będzie w Achalkalaki – nowo wybudowany odcinek do granicy gruzińsko-tureckiej używa rozstawu 1435 mm. Wagony pasażerskie zamówione do obsługi linii w szwajcarskiej firmie Stadler Rail będą wyposażone w system DB AG/RAFIL Type V, by dostosować się do zmiany rozstawu w Achalkalaki.